# Ciranda de pedra
Ciranda de pedra (in Italia conosciuta anche con il titolo italiano La fontana di pietra) è una telenovela brasiliana prodotta da TV Globo e mandata in onda dal 18 maggio al 14 novembre 1981. È stata sceneggiata da Teixeira Filho, Anna Lucia Zammiello, che hanno adattato il romanzo di Lygia Fagundes Telles, e diretta da Wolf Maya, Anna Lucia Zammiello e Reinaldo Boury con supervisione di Herval Rossano e Anna Lucia Zammiello.

## Trama
Siamo a San Paolo, all'indomani della Seconda Guerra Mondiale: Laura e Natércio Prado sono una coppia male assortita, lui patriarca tradizionalista, lei moderna e appassionata d'arte. I due, che vivono prevalentemente in una grande villa nei dintorni della metropoli, hanno tre figlie: Ottavia, Bruna e Virginia. Dopo una serie di crisi di nervi, Laura viene rinchiusa per qualche tempo in una clinica psichiatrica; una volta dimessa, si separerà dal marito. In seguito Laura va a vivere con Virginia nel popolare quartiere di Villa Mariana insieme al suo medico Daniel, da sempre innamorato di lei. Bruna e Ottavia rimangono nella casa paterna con Natércio e con Frau Herta, governante di casa Prado. Virginia, divenuta maggiorenne, decide di tornare a vivere con il padre, ma la convivenza è alquanto difficile, a causa dell'ostilità di Bruna e di Frau Herta. La ragazza trova conforto tra le braccia di un suo amico d'infanzia, ma in seguito si innamora di Eduardo, l'ex vicino di casa a Villa Mariana, che la ama da sempre.

## Personaggi principali
- Augusto Natércio Natanael Do Prado, interpretato da Adriano Reys, doppiato da Paolo Bessegato
Industriale facoltoso, austero, orgoglioso e possessivo. Sposa Laura (Eva Wilma), promettendole che avrebbe potuto continuare a dedicarsi alla pittura e alla musica, ma con gli anni l'uomo pretende dalla moglie che si occupi solo della famiglia e della casa. In seguito al ricovero di Laura in una clinica psichiatrica, i due divorziano e Prado rimane nella casa di famiglia insieme a due delle sue tre figlie, Octavia e Bruna, e alla governante Frau Herta. Al termine della telenovela, viene colpito da un ictus e resterà solo con Bruna.

- Laura, interpretata da Eva Wilma, doppiata da Liliana Feldmann
Moglie infelice di Natércio Prado. Donna appassionata di arte e musica, molto fragile e sensibile, viene ricoverata per un periodo in una clinica psichiatrica a causa di una serie di crisi nervose, provocate anche dai frequenti litigi e disaccordi con il marito. Dopo il divorzio, Daniel, il suo medico curante. la porta via dalla clinica perché non la ritiene pazza e invita lei e Virginia a vivere con lui a Villa Mariana. A causa dei problemi psichiatrici, la donna vive in un mondo irreale, sebbene abbia spesso momenti di lucidità.

- Virginia Prado, interpretata da Lucélia Santos, doppiata da Silvana Fantini
Figlia minore di Natércio e Laura, va a vivere con sua madre e Daniel a Villa Mariana dopo il divorzio dei genitori. Sebbene soffra molto per la malattia della madre, una volta maggiorenne torna a vivere con il padre e le sorelle nella speranza di ritrovare un po' del loro affetto. La realtà sarà invece molto diversa, e la ragazza dovrà affrontare l'ostilità soprattutto del padre e di Bruna, nonché di Frau Herta. Durante gli anni vissuti a Villa Mariana, conosce Eduardo che lei considera solo un amico, sebbene il ragazzo sia innamorato di lei. Quando torna ad abitare con il padre, Virginia ritrova un suo vecchio amore d'infanzia, Luis Carlos. Dopo la morte della madre, scopre di essere in realtà figlia di Daniel. Alla fine della telenovela, la ragazza si riavvicina a Eduardo e lo sposa.

- Ottavia (Otávia) Prado, interpretata da Priscila Camargo, doppiata da Maria Teresa Letizia
Figlia maggiore di Natércio e Laura. A causa dei forti litigi tra i suoi i genitori, è cresciuta con una pessima opinione sul matrimonio e ha timore di avere relazioni importanti con gli uomini. Molto simile a sua madre, ha da lei ereditato gli interessi artistici. È l'unica persona che accoglie Virginia a braccia aperte quando questa torna nella casa paterna. Alla fine della storia, parte per un lungo viaggio facendo tappa in India ed Egitto con Luis Carlos, l'ex innamorato di Virginia.

- Bruna Prado, interpretata da Silvia Salgado, doppiata da Adele Pellegatta
Secondogenita di Natércio e Laura, a differenza di Ottavia è molto più simile al padre per il quale ha molto rispetto e ammirazione e dal quale ha ereditato la freddezza e una certa malvagità. Non vuole avere rapporti con sua madre e si rivela la prima nemica di Virginia quando questa torna nella casa paterna. Anche per questo motivo è sempre dalla parte di Frau Herta, soprattutto quando si tratta di difendere il padre.  Sposerà Sergio, ambiguo avvocato che lavora per Natércio. Al termine della telenovela, rimarrà accanto a suo padre, colpito da un ictus.

- Frau Herta Schlessinger, interpretata da Norma Blum, doppiata da Rosetta Salata
Di origine tedesca (si è rifugiata in Brasile dopo la caduta del nazismo, di cui era ammiratrice), è la governante di casa Prado. Donna perfida e calcolatrice, è segretamente infatuata del suo datore di lavoro e fa in modo che egli si separi da Laura. Si prende cura di Ottavia e di Bruna, che lei considera come proprie figlie. Si rivela la più grande nemica di Virginia. Muore di cancro verso la fine della telenovela, abbandonata dai Prado e assistita solo da Virginia, che tuttavia verrà ancora da lei maltrattata fino alla fine.

- Daniel, interpretato da Armando Bogus, doppiato da Raffaele Fallica
 Medico di Laura, si innamora di lei al primo sguardo, ricambiato.  Quando la donna viene ricoverata in una clinica psichiatrica, lui si adopera per farla dimettere. Una volta riuscito nell'intento, la porta con sé a Villa Mariana. Dopo la morte di Laura, Daniel ammette di essere il vero padre di Virginia, che era cresciuta con lui.

## Distribuzione
La telenovela fu esportata in circa 40 Paesi, tra cui Cina, Stati Uniti d'America, Francia (col titolo trasformato in Virginia), Marocco e Svizzera. In Italia è andata in onda per la prima volta su Rete 4 a partire dal 22 novembre 1982. La stessa rete l'ha replicata nel corso del 1985 con il titolo di La fontana di pietra.

## Sigla
La sigla di apertura originaria era il brano Céu Cor-de-Rosa, scritta da Victor Herbert, Al Dubin e Haroldo Barbosa ed eseguita dal Quarteto em Cy. In Italia, invece, si optò per Fumo negli occhi, versione italiana di Smoke Gets in Your Eyes, eseguita da Gianni Morandi, con Céu Cor-de-Rosa  mantenuta solo occasionalmente tra i tanti temi musicali.

## Colonna sonora
La colonna sonora pubblicata sul territorio nazionale comprendeva brani di famosi artisti brasiliani come Sandra de Sá (Mona Lisa), Antonio Marcos (Eu Vou Ter Sempre Você), Gal Costa (Dez Anos), Maria Creuza (Frenesi), João Gilberto (The Trolley Song), oltre alla sigla d'apertura.

### Colonna sonora italiana
Anche in Italia fu pubblicata una colonna sonora distribuita su vinile e musicassetta dalla RCA Italiana, come era già successo per Dancin' Days.

#### Tracce
1. Gianni Morandi – Fumo negli occhi (Smoke Gets in Your Eyes) 3'18"
2. The Ennio Morricone Orchestra – Parlami d'amore Mariù
3. Anna Lucia Zammiello -Innamorati di noi2'22"
4. The Ennio Morricone Orchestra – You go to my head 2'47"
5. Peter Nero – Night and day 3'11"
6. Vittorio De Sica – Sono tre parole 2'50"
7. Teddy Reno – Addormentarmi così 3'17"
8. Sandra de Sá – Mona Lisa 3'20"
9. Antônio Marcos – Non saprai mai (You'll Never Know) 3'57"
10. Maria Creuza – Frenesì 3'17"
11. Quarteto em Cy – Céu cor de rosa (Indian Summer) 2'40"
12. Ronnie Von – Coquetel para dois (Cocktail for Two) 2'21"
13. César Costa Filho – Paciente 2'44"

## Remake
Nel 2008, Rede Globo ha prodotto e trasmesso un remake di Ciranda de pedra, scritto da Alcides Nogueira. Composta di 131 episodi, la telenovela - inedita in lingua italiana - è andata in onda dal 5 maggio al 3 ottobre. Nella nuova versione, il ruolo di Virginia Prado è stato ricoperto da Tammy Di Calafiori